# مناقشه ما تمامش می‌کنیم
تولید فیلم درام عاشقانه آمریکایی ما تمامش می‌کنیم در سال ۲۰۲۴، با بازی بلیک لایولی و جاستین بالدونی، به دلیل اختلافات به شدت رسانه‌ای‌شده بین این دو بازیگر و دعاوی حقوقی ناشی از آن، جنجال‌برانگیز شد. این فیلم که بر اساس رمانی به همین نام از کالین هوور، نویسنده آمریکایی، ساخته شده و به کارگردانی بالدونی در اوت ۲۰۲۴ اکران شد، در گیشه موفق بود. از دسامبر ۲۰۲۴ تا مه ۲۰۲۵، شکایت‌های حقوقی متعددی با ادعاهای محیط کاری خصمانه و افترا ثبت شد.
طی تور تبلیغاتی فیلم، لایولی به دلیل عدم پرداختن به مضامین خشونت خانگی و آزار روانیِ فیلم در مصاحبه‌هایش در شبکه‌های اجتماعی مورد انتقاد قرار گرفت، در حالی که بالدونی با اتهامات آزار جنسی در محل فیلم‌برداری مواجه شد. در ۲۰ دسامبر ۲۰۲۴، لایولی شکایتی به اداره حقوق مدنی کالیفرنیا ارائه کرد و ادعا نمود که بالدونی با اظهارات نامناسب، محیط کاری خصمانه‌ای ایجاد کرده است. این شکایت همزمان با انتشار مقاله‌ای از نیویورک تایمز بود که مدعی شد بالدونی تیم وابسته‌ای به روابط عمومی استخدام کرده تا در پاسخ به شکایات لایولی، به تصویر عمومی او آسیب برساند. در ۳۱ دسامبر، لایولی شکایت فدرالی علیه بالدونی مطرح کرد و همان مسائل مطرح‌شده در شکایت به اداره حقوق مدنی را ذکر کرد. او همچنین علیه دو نفر از نمایندگان روابط عمومی بالدونی شکایت کرد و مدعی شد که آن‌ها با تلافی علیه او به دلیل گزارش آزار جنسی و نگرانی‌های ایمنی محیط کار، قوانین فدرال و ایالت کالیفرنیا را نقض کرده‌اند.
در ۲۶ دسامبر ۲۰۲۴، بالدونی شکایتی ۲۵۰ میلیون دلاری علیه نیویورک تایمز به اتهام افترا مطرح کرد. در ۱۶ ژانویه ۲۰۲۵، او شکایتی ۴۰۰ میلیون دلاری علیه لایولی، همسرش رایان رینولدز و مدیر روابط عمومی آن‌ها به اتهام اخاذی، افترا و نقض حریم خصوصی تنظیم کرد. بالدونی ادعا کرد که لایولی با تهدید به طرح اتهامات جعلی آزار جنسی و کناره‌گیری از تولید، کنترل خلاقانه فیلم را به دست گرفته، او را از فرایند کنار گذاشته، ویراستارانش را اخراج کرده و از حضور او در افتتاحیه فیلم جلوگیری کرده است. در ژانویه ۲۰۲۵، لایولی بالدونی را به راه‌اندازی کمپین تخریب برای ایجاد تصویر عمومی منفی از او متهم کرد. لایولی از دادگاه خواست حکمی صادر کند تا بالدونی را از صحبت عمومی دربارهٔ موضوعات مرتبط با پرونده یا اتهامات علیه او منع کند. بالدونی هرگونه دخالت در کمپین تخریب را رد کرد.
در مه ۲۰۲۵، بالدونی درخواست احضاریه‌ای برای تیلور سوئیفت، خواننده-ترانه‌سرای آمریکایی، ارائه کرد و ادعا نمود که لایولی از سوئیفت و رینولدز برای فشار بر او جهت پذیرش بازنویسی فیلمنامه توسط لایولی استفاده کرده است. او همچنین نامه و سوگندنامه‌ای ارائه کرد که ادعا می‌کرد لایولی با تهدید به افشای پیام‌های خصوصی، سوئیفت را برای حمایت عمومی تحت فشار قرار داده است. سوئیفت هرگونه دخالت در فیلم و جنجال را رد کرد و بالدونی پس از آن‌که دادگاه نامه و سوگندنامه را به دلیل سوءاستفاده از فرایند قضایی رد کرد، درخواست احضاریه را پس گرفت. در ژوئن ۲۰۲۵، دادگاه دعاوی بالدونی علیه لایولی، رینولدز و نیویورک تایمز را رد کرد؛ دعوی لایولی علیه بالدونی قرار است در مارس ۲۰۲۶ رسیدگی شود. لایولی درخواست احضاریه برای اسکوتر براون، مالک رسانه‌ای آمریکایی، و شرکت سرگرمی او، هایب کورپوریشن، ارائه کرد و مدعی ارتباط آن‌ها با مشاور روابط عمومی بالدونی شد.